# Distretto di Karauli
Il distretto di Karauli è un distretto del Rajasthan, in India, di 1 205 631 abitanti. È situato nella divisione di Bharatpur e il suo capoluogo è Karauli.